# Diego Vela
Diego Ignacio Vela Vázquez (La Coruña, 27 novembre 1991) è un calciatore spagnolo, centrocampista del Montañeros.

## Carriera
Nato a La Coruña, in Galizia, è entrato a far parte delle giovanili del Deportivo La Coruña all'età di 16 anni, facendo il suo esordio con la seconda squadra in Tercera División e contribuendo alla promozione in Segunda División B nel suo primo anno. Ha firmato un prolungamento del contratto nel luglio 2012, legandolo al club per un'altra stagione; seppur il suo ruolo è ala destra, nella stagione 2012-2013 è stato spesso schierato come terzino destro.
Il 7 luglio 2013, ha firmato un contratto annuale con il Racing Ferrol, formazione di terza divisione, rendendolo il primo acquisto estivo del club. Il 25 agosto ha esordito con la sua nuova squadra, in un pareggio per 1-1 in trasferta contro il Tropezón. Il 5 agosto 2014 ha rinnovato il suo contratto fino al giugno 2016.
Nel giugno 2016, dopo aver giocato complessivamente 102 partite, ha firmato un contratto con gli ungheresi del Diósgyőr. Ha esordito nella massima serie ungherese il 23 luglio dello stesso anno, giocando per 60 minuti nella vittoria casalinga per 2-1 contro l'Újpest.
È tornato in Spagna, nella sua regione natale, alla fine di dicembre 2019, firmando per il club di quarta divisione del Bergantiños dopo aver svolto un provino.

## Statistiche

### Presenze e reti nei club
Statistiche aggiornate al 14 giugno 2021.
| Stagione             | Squadra              | Campionato           | Campionato | Campionato | Coppe nazionali | Coppe nazionali | Coppe nazionali | Coppe continentali | Coppe continentali | Coppe continentali | Altre coppe | Altre coppe | Altre coppe | Totale | Totale |
| Stagione             | Squadra              | Comp                 | Pres       | Reti       | Comp            | Pres            | Reti            | Comp               | Pres               | Reti               | Comp        | Pres        | Reti        | Pres   | Reti   |
| -------------------- | -------------------- | -------------------- | ---------- | ---------- | --------------- | --------------- | --------------- | ------------------ | ------------------ | ------------------ | ----------- | ----------- | ----------- | ------ | ------ |
| 2009-2010            | Deportivo B          | TD                   | ?          | ?          |                 | -               | -               |                    | -                  | -                  |             | -           | -           | ?      | ?      |
| 2010-2011            | Deportivo B          | SDB                  | 21         | 1          |                 | -               | -               |                    | -                  | -                  |             | -           | -           | 21     | 1      |
| 2011-2012            | Deportivo B          | TD                   | ?          | ?          |                 | -               | -               |                    | -                  | -                  |             | -           | -           | ?      | ?      |
| 2012-2013            | Deportivo B          | TD                   | ?          | ?          |                 | -               | -               |                    | -                  | -                  |             | -           | -           | ?      | ?      |
| Totale Deportivo B   | Totale Deportivo B   | Totale Deportivo B   | 21+        | 1+         |                 | -               | -               |                    | -                  | -                  |             | -           | -           | 21+    | 1+     |
| 2013-2014            | Racing Ferrol        | SDB                  | 33         | 1          | CR              | 1               | 0               |                    | -                  | -                  |             | -           | -           | 34     | 1      |
| 2014-2015            | Racing Ferrol        | SDB                  | 36         | 1          | CR              | 1               | 0               |                    | -                  | -                  |             | -           | -           | 37     | 1      |
| 2015-2016            | Racing Ferrol        | SDB                  | 33         | 2          | CR              | 2               | 0               |                    | -                  | -                  |             | -           | -           | 35     | 2      |
| Totale Racing Ferrol | Totale Racing Ferrol | Totale Racing Ferrol | 102        | 4          |                 | 4               | 0               |                    | -                  | -                  |             | -           | -           | 106    | 4      |
| 2016-2017            | Diósgyőr             | NB1                  | 31         | 4          | CU              | 4               | 0               |                    | -                  | -                  |             | -           | -           | 35     | 4      |
| 2017-2018            | Diósgyőr             | NB1                  | 29         | 5          | CU              | 4               | 1               |                    | -                  | -                  |             | -           | -           | 33     | 6      |
| Totale Diósgyőr      | Totale Diósgyőr      | Totale Diósgyőr      | 60         | 9          |                 | 8               | 1               |                    | -                  | -                  |             | -           | -           | 68     | 10     |
| gen.-giu. 2020       | Bergantiños          | TD                   | 9          | 0          |                 | -               | -               |                    | -                  | -                  |             | -           | -           | 9      | 0      |
| 2020-2021            | Bergantiños          | TD                   | 24         | 0          |                 | -               | -               |                    | -                  | -                  |             | -           | -           | 24     | 0      |
| Totale Bergantiños   | Totale Bergantiños   | Totale Bergantiños   | 33         | 0          |                 | -               | -               |                    | -                  | -                  |             | -           | -           | 33     | 0      |
| Totale carriera      | Totale carriera      | Totale carriera      | 216+       | 14+        |                 | 12              | 1               |                    | -                  | -                  |             | -           | -           | 228+   | 15+    |